# La Cage aux folles
La Cage aux folles är en musikal av Harvey Fierstein efter Jean Poirets pjäs med samma titel som på svenska fick titeln Min mamma herr Albin. Musikalens musik skrevs av Jerry Herman. Pjäsen har filmatiserats två gånger, först 1978 i en fransk italiensk produktion som i Sverige fick titeln Får jag presentera: Min mamma, herr Albin, och senare, 1998, i en amerikansk produktion med titeln The Birdcage – lånta fjädrar.
Musikalen hade urpremiär i USA hösten 1983. Pjäsen handlar om ett homosexuellt par på ett starkt och positivt sätt. Den amerikanska gayrörelsen var splittrad i sina åsikter om musikalen. Några ansåg den förljugen och tillrättalagd, medan andra tyckte att musikalen betytt mer för de homosexuellas plats i samhället än massdemonstrationer och frigörelseparader. Titeln La Cage aux folles betyder buren med galna kvinnor, men ordet folles används även som en omskrivning för feminina homosexuella män.
Originaluppsättningen på Broadway från 1983 erhöll nio nomineringar för Tony Award och vann sex av dem, bland annat för bästa musical. Efter succén på Broadway sattes musikalen upp i West End i London samt i ett flertal andra länder. La Cage aux folles är den första musikal som har vunnit en Tony Award för bästa återkommande musikal tre gånger.

## Berättelsen
Berättelsen baseras på en fransk teaterpjäs från 1973 med samma namn av Jean Poiret. Det samkönade paret George, ägare till en nattklubb i Saint-Tropez, och Albin, hans livs kärlek och tillika stjärnan i nattklubbens dragshow, hamnar i trångmål när Georges son, Jean-Michel, ska introducera sin fästmö för dem. Fästmöns föräldrar är ultrakonservativa och har mycket lite förståelse för det liv som George och Albin lever. Diverse förvecklingar uppstår när man försöker visa upp en traditionell kärnfamilj för sonens blivande svärföräldrar.

## Roller
- Albin/Zaza – Stjärnan på nattklubben La Cage aux folles.
- Georges – Albins partner och ägare till nattklubben La Cage aux folles.
- Jacob – Deras betjänt (men han föredrar att kallas jungfru) och Albins personliga assistent.
- Jean-Michel – Georges son från ett kortvarigt förhållande tjugofyra år tidigare.
- Anne Dindon – Jean-Michels fästmö.
- Édouard Dindon – Annes ultrakonservative far och ledare för partiet Tradition, familj, moral.
- Marie Dindon – Édouards hustru och Annes mor.
- Jacqueline – Vän till Albin och Georges samt ägare till restaurangen Chez Jacqueline.
- Francis – Inspicient på nattklubben La Cage aux folles.
- Cagellerna – Dansarna på nattklubben La Cage aux folles.

## Sångnummer
| Akt 1 - Ouverture - Vi är som vi är - Mascara - Mascara (repris) - Med Anne vid min arm - Med dig vid min arm - Promenad I - Sång på stranden - La Cage aux folles - Jag är som jag är | Akt 2 - Entr'acte - Sång på stranden (repris) - En lektion i manlighet - Se dig omkring - Kvartetten - Hos Jacqueline - Vår bästa tid är nu - Se dig omkring (repris) - Final |

## Föreställningar i Sverige
Musikalen blev en stor framgång då den sattes upp på Malmö stadsteater 1985 med Jan Malmsjö i huvudrollen som dragshowartisten Albin/Zaza. Musikalens mest kända låt Vår bästa tid är nu har blivit något av en signaturmelodi för Malmsjö. 
På Oscarsteatern i Stockholm gjorde skådespelaren Tommy Nilson huvudrollen 1986–1987.
Stor succé blev det även på Östgötateatern i Norrköping-Linköping 1993 där Jörgen Mulligan spelade huvudrollen. Mulligan gjorde samma roll i talpjäsversionen Min mamma herr Albin på Folkan i Stockholm 1995.
La Cage aux folles spelades även på Linnéateatern i Växjö i början av 1990-talet, då med Lars-Åke Wilhelmsson i huvudrollen.
I januari 2008 sattes den även upp av musikalensemblen Revymakarna i Skövde på Skövde Stadsteater. 
2010 sattes musikalen upp på anrika Arbisteatern i Norrköping. Tobias Larsson stod för regi och koreografi och paret Albin/Zaza och George spelades av Robin Karlsson och Mattias Schönbeck.
Uppsala Stadsteater satte upp musikalen år 2015 med Fredrik Lycke som Zaza.
Östgötateatern satte upp föreställningen på nytt 2016 och premiären i Norrköping gick av stapeln den 1 oktober. För regi står Mattias Carlsson och huvudrollerna George och Albin/Zaza spelas av Pontus Plænge och Richard Carlsohn.
Gävle Lyriska Sällskap satte upp föreställningen våren 2020 i Gasklockan med Lars-Åke Wilhelmsson som regissör, huvudroll och scenograf. 
| Oscarsteatern 1986 - Regi och koreografi – Mary Bettini - Musikalisk ledning – Gert-Ove Andersson - Dekor, kostymer, ljus – Ingvar Danielsson - Tommy Nilson – Albin/Zaza - Olle Johansson – Georges - Johan Guldbrandsen – Jean-Michel - Saeed Hooshidar – Jacob - Ulla Sallert – Jacqueline - Olof Thunberg – Édouard Dindon - Eva Serning – Mme Dindon - Martina Langas – Anne - Per Andersson – Francis | Oscarsteatern 2012 - Regi – Peter Dalle - Koreografi – Roine Söderlundh - Kapellmästare – Jan Radesjö - Scenografi – Lehna Edvall - Kostym – Maria Gyllenhoff - Mask och peruk – Sara Klänge - Ljus – Ulf Englund - Loa Falkman – Albin/Zaza - Sven Nordin – Georges - Joan Alderman – Jean-Michel - Per Andersson – Jacob - Suzanne Reuter – Jacqueline - Maja Rung – Anne Dindon - Ulf Eklund – Édouard Dindon - Susanne Barklund – Marie Dindon - Stefan Clarin – Inspicient François - Erik Gullbransson – M. Renaud - Lisa Stadell – Mme Renaud |

## Föreställningar i Finland
I Finland hade La Cage aux folles urpremiär på Åbo Svenska Teater hösten 1991 i regi av Torsten Sjöholm. Fred Negendanck kreerade Zaza. Föreställningen blev teaterns dittills största framgång. Trots framgången sattes La Cage aux folles inte upp på någon finskspråkig teater under 1990-talet.
2008 regisserade Georg Malvius La Cage aux folles för Svenska Teatern i Helsingfors. Riko Eklundh spelade som Zaza/Albin.
Inte förrän 2007 spelades La Cage aux folles på en finskspråkig teater, i utomhusversion på Heinola sommarteater. 2009 spelades den på den lilla Stadsteatern i Raumo. 2011 gjorde så Helsingfors stadsteater La Cage aux folles på finska "Lainahöyhenissä" ("I lånta fjädrar"). Santeri Kinnunen spelade Zaza och Pertti Koivula Albin.